# ماركوس هانتشك
ماركوس هانتشك (بالألمانية: Markus Hantschk) مواليد 19 نوفمبر 1977 في داخاو، ألمانيا الغربية، هو لاعب كرة مضرب ألماني سابق بدأ مسيرته كمحترف سنة 1996 وكان يلعب باليد اليمنى، اعتزل اللعب في يوليو 10, 2006. أعلى تصنيف له في الفردي كان المركز الـ 71 في سنة 2000. أعلى تصنيف له في الزوجي كان المركز الـ 348 في سنة 1998.

## وصلات خارجية
- ماركوس هانتشك على موقع رابطة محترفي التنس (الإنجليزية)
- ماركوس هانتشك على موقع الاتحاد الدولي لكرة المضرب (الإنجليزية)
- ماركوس هانتشك على موقع خلاصة التنس.كوم (الإنجليزية)

- الموقع الرسمي